# Eumedonia speyeri
Eumedonia speyeri är en fjärilsart som beskrevs av Husz 1881. Eumedonia speyeri ingår i släktet Eumedonia och familjen juvelvingar. Inga underarter finns listade i Catalogue of Life.